# Nowa Ruda
Nowa Ruda este un oraș în Polonia.